# Vrâncioaia
Vrâncioaia là một xã thuộc hạt Vrancea, România. Dân số thời điểm năm 2002 là 3030 người.